# La mamá del 10
La mamá del 10 é uma telenovela colombiana produzida e exibida pelo Caracol Televisión entre 26 de fevereiro e 8 de junho de 2018.
Em Angola e Moçambique, a novela foi exibida no Zap Novelas sob o título A Mãe do Campeão.

## Enredo
Tina Manotas é uma mulher bonita e humilde que é forçada a deixar sua cidade natal no Pacífico colombiano e se mudar para a capital. Na cidade, seu marido Edwin a abandona e a deixa sozinha com seus filhos, e com a obrigação de sobreviver a todas as dificuldades que a falta de dinheiro traz. Ela sacrificará tudo para realizar o sonho de seu filho mais novo, Víctor "Goldi", que se tornará o melhor jogador de futebol de seu país. A situação econômica é complicada, mas Victor faz uma promessa: "Com a minha bola eu vou comprar um palácio para você, minha mãe, eu vou levar você para o céu".

## Elenco
- Karent Hinestroza — Faustina Evangelina de la Concepción «Tina» Manotas Preciado
- Sergio Herrera — Víctor Toro Manotas «Goldi»
- Cristian Mosquera — Víctor Toro Manotas «Goldi» (criança)
- Laura Rodríguez — Policarpa «Polita» Toro
- Marcela Benjumea — Leonor Manrique
- Diego Vásquez — Coronel Agapito Dangond
- Julio Pachón — Gustavo Guatibonza
- Carolina López — Yamile Yesenia «Yuya» Urrego
- Yesenia Valencia — Lucellys Bermúdez
- Juan Pablo Barragán — Miguel Ángel Díaz
- Andrés Rojas — Fernando Rojas «Rojitas»
- Ernesto Ballén — Junior Guatibonza «Guati»
- Jaisson Jeack — Florentino Bonilla
- Antonio Jiménez — Edwin María Toro
- Diana Acevedo  — Deris Díaz Bermúdez
- Kristina Lilley — Eugenia Velasco
- Luis Eduardo Motoa — Clemente Velasco
- Alejandro García — Juan Camilo León
- María Camila Porras — Diana Velasco
- Lorena García — Verónica Velasco
- Pedro Palacio — Otoniel «La Culebra» Herrera
- Rafael Zea — Ramón
- Erick Cuéllar — Perea «Pereíta»
- Julián Farietta — José Manuel
- Brian Moreno — Walter
- Liliana Escobar — Profesora Silvana
- Luis Fernando Salas — «El Calidoso»
- Julieth Arrieta — Eloísa
- María Irene Toro — Policarpa Amaya
- Martha Restrepo — Pilar
- Víctor Hugo Morant — Vigilante

## Versão
- La jefa del campeón - uma telenovela mexicana produzida pela Televisa, estrelada por África Zavala, Carlos Ferro e Enrique Arrizon.[4]